# 莱奥内萨
莱奥内萨（義大利語：Leonessa），是意大利列蒂省的一个市镇。总面积204.85平方公里，人口2632人，人口密度12.8人/平方公里（2009年）。ISTAT代码为057033。

## 友好城市
- 法國 戈内斯